# Li Ye (mathématicien)
Pour les articles homonymes, voir Li et Li Ye.
Li Ye (en chinois : 李冶), de prénom social Jingzhai (敬斋), né en 1192 à Luancheng ou à Pékin sous le nom de Li Zhi (李治) et mort en 1279 à Yuanshi, est un mathématicien chinois connu pour avoir amélioré la méthode tian yuan shu (en), qui permet de résoudre des équations polynomiales à une inconnue.
Son père, Li Yu, était le secrétaire d'un officier Jurchen du nom de Hu Shahu. Lors des incursions mongoles menées par Gengis Khan, celui-ci renvoie sa famille à Luancheng mais Li Ye est envoyé à Yuanshi pour ses études.
À l'âge relativement avancé de 38 ans il passe l'examen impérial et devient préfet de Jun, une préfecture du Henan. Cependant en 1233 les Mongols envahissent la région et Li Ye est obligé de fuir. Sans abri et errant dans le Shaanxi, le Shandong et le Henan, il se perfectionne en littérature, en mathématiques et en astronomie. Il écrit quelques ouvrages dont le plus célèbre, le Ceyuan haijing (en), contient près de 170 problèmes mathématiques se basant sur une figure géométrique représentant un cercle inscrit dans un triangle rectangle.
Ces problèmes portent bien souvent sur deux hommes qui empruntent différents chemins en ligne droite jusqu'à ce qu'ils se rencontrent ou voient un même objet. Bien que les problèmes soient arrangés, ils l'ont conduit à découvrir près de 692 formules portant sur les aires des triangles et la longueur des segments. La plupart de ces problèmes peuvent se ramener à la résolution d'une équation polynomiale. Celle-ci est alors résolue par une méthode appelée méthode de l'inconnue céleste (tian yuan shu). L'équation est représentée sous forme de bâtons et bien que Li Ye n'ait pas donné de méthode de résolution générale, celui-ci arrive à se ramener à une équation du deuxième ou du troisième degré en utilisant probablement une méthode similaire à celle de Ruffini-Horner.
En 1257, Li Ye est invité à une audience de Kubilaï Khan. Bien que ce dernier ait été impressionné par son avis sur la politique et les questions scientifiques, il ne lui propose pas de poste à la cour. Après être couronné empereur en 1260, Kubilaï lui offre un travail à l'académie Hanlin et Li Ye est alors invité à écrire les annales des dynasties Liao et Jin. Cependant, celui-ci refuse et se fait porter malade deux fois afin d'échapper à l'invitation ; il finit néanmoins par accepter en 1264. Il critique fermement le climat politique et intellectuel de son époque et prétexte des soucis de santé pour se retirer en ermite. Avant de mourir à 87 ans, il demande à son fils de brûler tous ses écrits, exception faite de son œuvre mathématique.

## Œuvres
Li Ye n'a écrit que deux ouvrages mathématiques :
- Cèyuán hǎijìng (en) (測圓海鏡) [« Reflets des mesures du cercle sur la mer »], écrit en 1248, en 12 sections.
- Yìgǔ yǎnduàn (en) (益古演段) [« Nouveaux pas en calcul »], écrit en 1259, en 3 sections.

Ses autres œuvres sont :
- Jìngzhāi gǔjīn tǒu (敬斋古今黈) [« Essai de Jingzai sur le passé et le présent »].
- Wénjí (文集) [« Anthologie »], œuvre perdue.
- Fàn shuō (泛说), en 40 volumes, tous perdus.